# دانيال بيتانكور
دانيال بيتانكور (بالإسبانية: Daniel Betancur)‏ هو نبال كولومبي، ولد في 16 أكتوبر 1995 في كولومبيا.